# Josef Mikuta
Josef Mikuta (* 4. května 1956) je český politik, počátkem 21. století poslanec Poslanecké sněmovny za ČSSD.

## Biografie
V komunálních volbách roku 1994 neúspěšně za ČSSD kandidoval do zastupitelstva města Toužim. V komunálních volbách roku 1998 byl za ČSSD zvolen do zastupitelstva města Karlovy Vary. Profesně se uvádí jako podnikatel. V roce 1998 se rovněž uvádí jako předseda organizace ČSSD v Karlových Varech.
Ve volbách v roce 2002 byl zvolen do poslanecké sněmovny za ČSSD (volební obvod Karlovarský kraj). Byl členem sněmovního výboru pro sociální politiku a zdravotnictví. Ve sněmovně setrval do voleb v roce 2006. Čelil kritice za to, že zaměstnával svou manželku jako svou asistentku, čímž příspěvek na asistenty ponechával ve své rodině. Server idnes.cz v roce 2005 navíc napsal, že on i manželka a navíc jejich dcera se stravují v parlamentní jídelně za zvýhodněné ceny. Přítomnost dcery v jídelně zdůvodňoval tím, že studuje vysokou školu a pozoruje práci poslanců zblízka. Vedení strany v Karlovarském kraji na tuto záležitost reagovalo s tím, že na kandidátní listinu do voleb v roce 2006 s ním již nepočítá a předsedkyně krajské organizace sociální demokracie Hana Hozmanová o něm prohlásila, že „jako poslanec pracoval spíše pro sebe než pro stranu, my v kraji o jeho práci nevíme nic.“